# پودر تخم‌مرغ

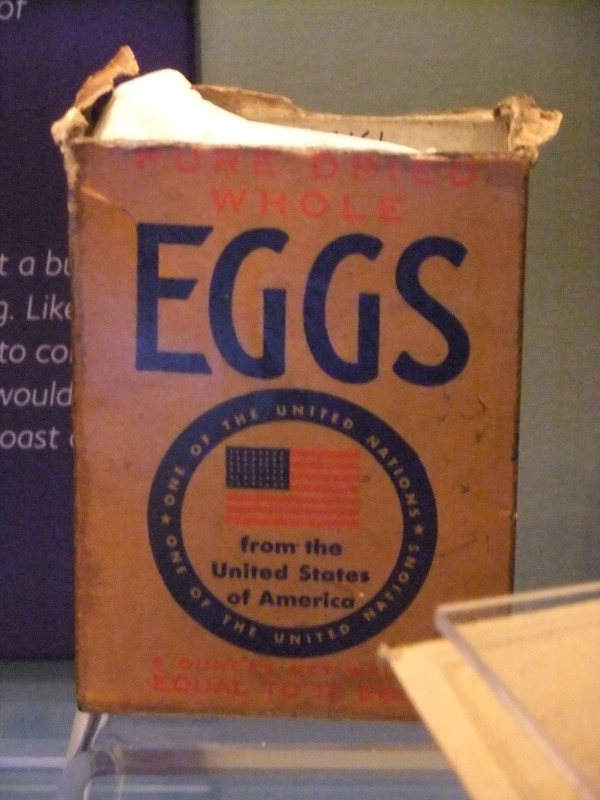
تخم‌مرغ کامل خشک خالص از ایالات متحده، دهه ۱۹۴۰

پودر تخم‌مرغ یا تخم‌مرغ پودرشده (به انگلیسی: Powdered egg) یک تخم‌مرغ کاملاً خشک است. اکثر تخم‌مرغ‌های پودرشده با استفاده از خشک‌کردن اسپری درست می‌شوند، به همان روشی که شیرخشک درست می‌شود. مزایای عمده تخم‌مرغ پودرشده نسبت به تخم‌مرغ تازه کاهش وزن به ازای حجم معادل تخم‌مرغ کامل و ماندگاری آن است. از مزایای دیگر می‌توان به استفاده کمتر از فضای ذخیره‌سازی و عدم نیاز به یخچال اشاره کرد. تخم‌مرغ‌های پودرشده را می‌توان بدون آبرسانی دوباره هنگام پخت استفاده کرد و می‌توان آن را برای تهیه غذاهایی مانند تخم‌مرغ هم‌زده و املت دوباره آبرسانی کرد.